# Harry Cavers
Pour les articles homonymes, voir Cavers.
Harry Peter Cavers (27 décembre 1909-7 décembre 1995) est un homme politique canadien de l'Ontario. Il est député fédéral libéral de la circonscription ontarienne de Lincoln de 1949 à 1957.

## Biographie
Né à St. Catharines en Ontario, Cavers étudie dans cette ville et ensuite à la Osgoode Hall de l'Université de Toronto. Appelé au Barreau de l'Ontario en 1935, il pratique le droit à St. Catharines. Nommé au Conseil de la Reine en 1961, Cavers sert comme lieutenant de la Royal Canadian Naval Volunteer Reserve de 1942 à 1945.
Élu député en 1949, il est réélu en 1953. Défait en 1957 contre John Smith, il l'est à nouveau en 1958.
Après sa carrière parlementaire, Cavers devient juge dans le comté de Dufferin.